# 阿尔克和瑟南
阿尔克和瑟南（法語：Arc-et-Senans，法語發音：[aʁk e sənɑ̃]）是法国杜省的一个市镇，位于该省西部，属于贝桑松区。阿爾克-瑟南的皇家鹽場位于此地。

## 地名
该地名“Arc-et-Senans”发音为[aʁk e sənɑ̃]，“Senans”中字母“e”发音发音为/ə/而非/e/、/ɛ/，根据法汉译音规则，“Senans”应译作“瑟南”，《世界地名翻译大辞典》与《世界地名译名词典》将该地名误译作“阿尔克和塞南”与“阿尔克-塞南”。

## 历史
该市镇于1790-1794年间由阿尔克（Arc）和瑟南（Senans）两地合并而成。

## 地理
阿尔克和瑟南（47°1'56"N, 5°46'42"E）面积14.98 平方千米，位于法国勃艮第-弗朗什-孔泰大區杜省，该省份为法国东部内陆省份，北起上索恩省，西接汝拉省，东部及东南部与瑞士接壤，东北部与贝尔福地区省接壤。
与阿尔克和瑟南接壤的市镇（或旧市镇、城区）包括：卢河畔希塞、卢河畔香槟、克拉芒、维莱法莱、列勒。
阿尔克和瑟南的时区为UTC+01:00、UTC+02:00（夏令时）。

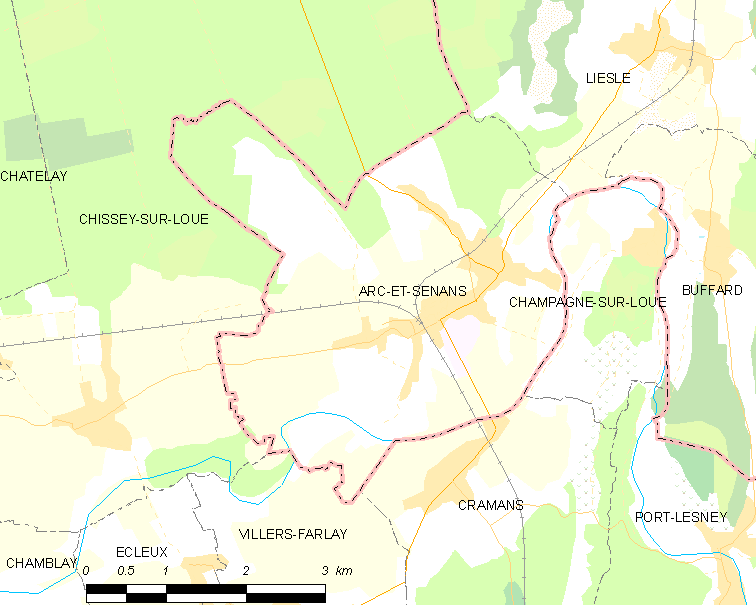
阿尔克和瑟南的OSM定位图

## 行政
阿尔克和瑟南的邮政编码为25610，INSEE市镇编码为25021。

## 政治
阿尔克和瑟南所属的省级选区为圣维特县。

## 交通
杜省省道D17线和D17E线在境内交汇。
阿尔克和瑟南站每天开行前往贝桑松、隆斯勒索涅等方向的列车。

## 人口

1962-2008年间阿尔克和瑟南人口变化图示

阿尔克和瑟南于2022年1月1日时的人口数量为1621人。